# Дисамарийиндий
Дисамарийиндий — бинарное неорганическое соединение
самария и индия
с формулой InSm2,
кристаллы.

## Получение
- Сплавление стехиометрических количеств чистых веществ:

{\displaystyle {\mathsf {2Sm+In\ {\xrightarrow {1080^{o}C}}\ InSm_{2}}}}

## Физические свойства
Дисамарийиндий образует кристаллы
гексагональной сингонии, пространственная группа P 33/mmc, параметры ячейки a = 0,5454 нм, c = 0,6986 нм, Z = 2,
структура типа диникельиндия InNi2
.
Соединение образуется по перитектической реакции при температуре 1080 °C  или
конгруэнтно плавится при температуре 1090 °C .